# Mistrzostwa Polski w Tenisie Stołowym 1986
Mistrzostwa Polski w Tenisie Stołowym 1986 – 54. edycja mistrzostw, która odbyła się w 1986 roku w Warszawie.

## Medaliści
| Konkurencja             | Złoty                                                                            | Srebrny                                                            | Brązowy                                                           |
| Gra pojedyncza mężczyzn | Andrzej Grubba (AZS Gdańsk)                                                      | Leszek Kucharski (AZS Gdańsk)                                      | Andrzej Jakubowicz (AZS Gdańsk)                                   |
| Gra pojedyncza kobiet   | Jadwiga Kawałek (Włókniarz Łódź)                                                 | Katarzyna Calińska (Spójnia Warszawa)                              | Weronika Sikora-Stelmach (Zofiówka Jastrzębie-Zdrój)              |
| Gra podwójna mężczyzn   | Andrzej Grubba (AZS Gdańsk) Andrzej Jakubowicz (AZS Gdańsk)                      | Norbert Mnich (AZS Gliwice) Mirosław Pierończyk (AZS Gliwice)      | Piotr Molenda (AZS Gliwice) Stefan Dryszel (AZS Gliwice)          |
| Gra podwójna kobiet     | Katarzyna Calińska (Spójnia Warszawa) Dorota Djaczyńska-Nowacka (Zagłębie Lubin) | Jadwiga Kawałek (Włókniarz Łódź) Ewa Poźniak (Siarka Tarnobrzeg)   | Ewa Brzezińska-Janik (LUKS Chełmno) Elżbieta Gracek (AZS Wrocław) |
| Gra mieszana            | Andrzej Grubba (AZS Gdańsk) Jolanta Szatko-Nowak (Banda Kraków)                  | Stefan Dryszel (AZS Gliwice) Katarzyna Calińska (Spójnia Warszawa) | Zbigniew Mojski (AZS Gdańsk) Ewa Brzezińska (LUKS Chełmno)        |